# Рувруа-сюр-Сер
Рувруа́-сюр-Сер (фр. Rouvroy-sur-Serre) — коммуна во Франции, находится в регионе Пикардия. Департамент коммуны — Эна. Входит в состав кантона Вервен. Округ коммуны — Вервен.
Код INSEE коммуны — 02660.

## Население
Население коммуны на 2010 год составляло 44 человека.
| 1962 | 1968 | 1975 | 1982 | 1990 | 1999 | 2010 |
| ---- | ---- | ---- | ---- | ---- | ---- | ---- |
| 110  | 89   | 88   | 68   | 70   | 51   | 44   |

## Экономика
В 2010 году среди 36 человек трудоспособного возраста (15—64 лет) 22 были экономически активными, 14 — неактивными (показатель активности — 61,1 %, в 1999 году было 62,2 %). Из 22 активных жителей работали 18 человек (9 мужчин и 9 женщин), безработных было 4 (1 мужчина и 3 женщины). Среди 14 неактивных 2 человека были учениками или студентами, 8 — пенсионерами, 4 были неактивными по другим причинам.